# (31061) Tamao
(31061) Tamao (1996 TK7) – planetoida z pasa głównego asteroid okrążająca Słońce w ciągu 5,14 lat w średniej odległości 2,98 j.a. Odkryta 10 października 1996 roku.